# الطب الفردي
يوائم الطب الفردي العلاج لمريض واحد. يشير المصطلح إلى طب فردي شخصي حقيقي هدفه علاج كل مريض على أساس طبيعته البيولوجية الخاصة.
يضفي الطب الفردي مزيدًا من الفردية على الطب الشخصي. يستهدف الطب الشخصي مجموعة محددة من المرضى، بينما يتعامل الطب الفردي مع الظروف الفردية لشخص واحد. بالتالي، فإن الطب الفردي يخطو خطوة إضافية ويمكن اعتباره تقدمًا في الطب الشخصي.
يسعى الطب الفردي إلى اشتقاق علاجات مخصصة للأفراد من خلال أخذ جينات الشخص بعين الاعتبار إضافة إلى النطاق الكامل للطبيعة الفريدة للشخص، بما في ذلك المعلومات البيولوجية والفيزيولوجية والتشريحية.

## خلفية
ذُكر الطب الفردي أول مرة في الأدبيات في 2003 ووصف استقلاب الدواء الفردي في علم الصيدلة الجيني. استُخدم المصطلح بعد ذلك لتحسين التشخيص بناء على الاختلافات الجينية والمعلومات الفيزيولوجية ولتخصيص العلاج بشكل أفضل بما يتوافق مع احتياجات مريض واحد.   
في الآونة الأخيرة، قُدم سياق ثانٍ يتعلق بالأساليب العلاجية التي تستخدم المادة الخلوية الخاصة بالفرد لتطوير علاج فريد له. من الأمثلة على ذلك العلاجات بالخلايا الجذعية ولقاحات السرطان، والتي تستند إلى الأنماط الجزيئية المتميزة فرديًا.

## أبحاث الجينوم
نتجت عن أبحاث الجينوم موارد جديدة تسمح بتشخيص المرض وتدبيره على نحو أكثر دقة تبعًا لكل مريض. يتمثل التحدي الذي تواجهه الأبحاث الصحية في زيادة الفعالية العلاجية مع تقليل الآثار الجانبية بالوقت نفسه لدى المريض. تظهر أهمية انتهاج مقاربة الطب الفردي لدى المرضى المصابين بحالات لا تصنيف واضح لها في الطب الشخصي السائد أو الذين يعانون من أمراض دون علاجات دوائية فعالة. يوفر الاستخدام واسع النطاق لتقنيات التصوير المتقدمة والتقنيات الفعالة التي تسمح بالدراسة المعمقة للجينات والبروتينات والمستقلبات فهمًا أفضل للعمليات الجزيئية المشاركة في نشوء المرض وتطوره. تشكل هذه البيانات، إلى جانب معلومات أخرى، الأساس في تطوير تقنيات تشخيصية جديدة ونهج علاجية مخصصة لكل مريض على حدة.

## الطب الفردي في علم الأورام
للطب الفردي دور متزايد الأهمية، خاصة في علم الأورام، لأن السرطانات غير متجانسة بشكل كبير بين المرضى الأفراد وضمن الورم نفسه. فمثلًا، أصبح العلاج المناعي الفردي للسرطان الذي يرافقه إنتاج لقاحات مصممة خصيصًا لتتناسب مع تشكيلة طفرات السرطان الخاصة بالشخص، المسماة ميوتانوم، مجالًا جديدًا للبحث. لكل مريض طابع طفري خاص به، ويكون جزء صغير جدًا فقط من الطفرات مشتركًا بين المرضى. يهدف الطب الفردي إلى تحسين استراتيجية العلاج لدى مريض واحد باستخدام المعلومات الوراثية وكذلك التحليلات الجزيئية والخلوية.